# Tyrkiets fodboldforbund
Türkiye Futbol Federasyonu (TFF) er Tyrkiets nationale fodboldforbund og dermed det øverste ledelsesorgan for fodbold i landet. Det administrerer de tyrkiske fodbolddivisioner og landsholdet og har hovedsæde i Istanbul.
Forbundet blev grundlagt i 1923, blandt grundlæggerne var også Ali Sami Yen grundlæggeren af sportsklubben Galatasaray S.K. Samme år blev forbundet medlem af FIFA. I 1962 fik det også medlemskab i UEFA.

## Ekstern henvisning
- TFF.org

| Fodbold | Spire Denne artikel om en fodboldorganisation er en spire som bør udbygges. Du er velkommen til at hjælpe Wikipedia ved at udvide den. |